# Theo Mols
Theodorus Franciscus Norbertus (Theo) Mols (Tilburg, 3 januari 1929 – aldaar, 6 februari 2010) was een Nederlands glazenier, mozaïekkunstenaar, schilder, tekenaar en textielkunstenaar.

## Leven en werk
Mols behaalde de l.o.-akte tekenen, maar brak zijn studie voor de m.o.-akte in 1948 af om in militaire dienst te gaan. Hij studeerde vervolgens bij Dick Broos aan de middelbare kunstnijverheidsschool in Arnhem en in Eindhoven bij Marius de Leeuw en Albert Troost. Hij voerde voor de twee laatsten glas-in-loodramen uit bij het Tilburgse atelier Brabant, waar hij vanaf midden jaren vijftig ook eigen ontwerpen ging uitvoeren. Hij maakte zowel glas in lood, als glas in beton en glas-appliqués. De dertig ramen (1962-1968) voor de Sint-Petrus' Stoel van Antiochiëkerk in Uden vormen een hoogtepunt in zijn oeuvre. In 1978 maakte hij zijn laatste glas-in-loodraam voor de kapel van het Nederlands consulaat in Istanbul. Naast ramen maakte hij onder meer linoleumsnedes, canvasobjecten en wandtapijten.
In 1960 trouwde Mols met beeldhouwster en medailleur Adriana Johanna Maria (Hanneke) van Gool. Zij exposeerden samen in 1961 en 1968 bij galerie Nouvelles Images in Den Haag. Vanaf 1972 was hij docent aan de Academie voor Beeldende Kunsten Sint-Joost, waar hij les gaf aan onder anderen Paul van Dongen, Gerhard Lentink en Jan van de Pavert. Hij was lid van de Vereniging van Beoefenaars der Monumentale Kunsten en de Brabantse Kunststichting.
Mols overleed op 81-jarige leeftijd.

## Werken (selectie)
- twee ramen (1957) voor de Antonius van Paduakerk te Werkendam (in 1987 herplaatst in de Sint-Josef Werkmankerk in Sleeuwijk)
- mozaïeken (1960) voor de Steigersekerk in Rotterdam
- dertig ramen (1962-1968) voor de Sint-Petruskerk in Uden
- glaswand (1964) voor Huize Maranatha in Duizel
- glas in lood (1964) voor de Christofoorkerk in Sint-Michielsgestel
- wandtapijt (1965) voor het Theresialyceum (Tilburg)
- wandtapijt (1971) en glas in lood (1974) voor zwakzinnigeninstituut de Hartekamp in Heemstede
- glas-in-loodramen voor de kapel van Visio in Grave
- sgrafitto in de hal van de Unox-fabriek in Oss

## Afbeeldingen

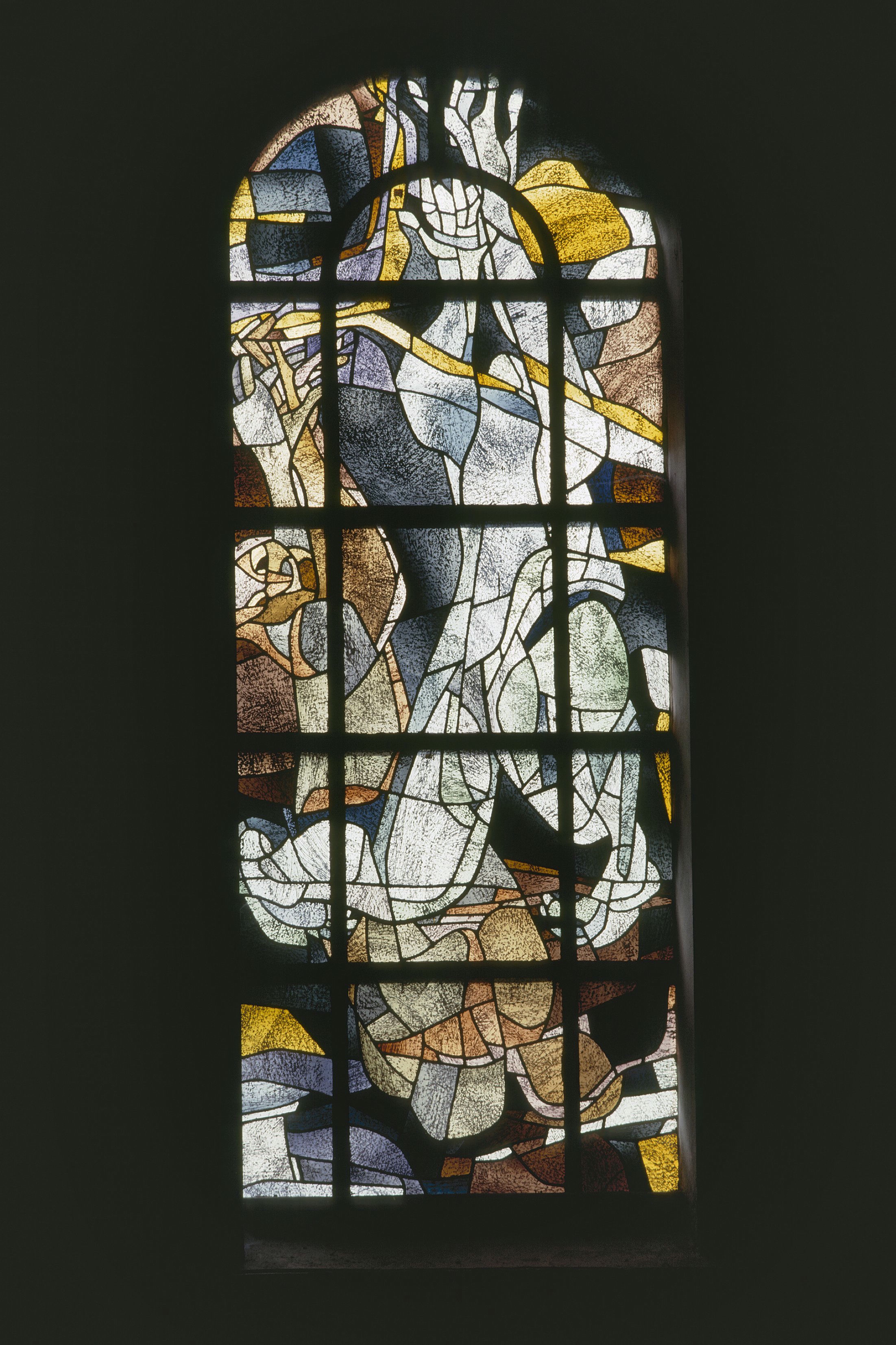
Sint-Petruskerk, Uden

- RKD-Nederlands Instituut voor Kunstgeschiedenis: 56774